# Charles Sefrin Motor Carriage Company
Charles Sefrin Motor Carriage Company, vorher Graham Automobile Company und Charles Sefrin & Company, war ein US-amerikanischer Hersteller von Automobilen.

## Unternehmensgeschichte
1902 wurde die Graham Automobile Company in Brooklyn im US-Bundesstaat New York gegründet. Die Produktion von Automobilen begann. Der Markenname lautete Graham Motorette.
1903 kaufte Charles Sefrin das Unternehmen auf und benannte es in Charles Sefrin & Company um. Der Markenname blieb zunächst unverändert.
Anfang 1904 erfolgte eine Reorganisation. Die neue Firmierung lautete Charles Sefrin Motor Carriage Company. Die Fahrzeuge wurden nun als Sefrin vermarktet. 1905 endete die Produktion.

## Fahrzeuge

### Markenname Graham Motorette
Im Angebot stand nur ein Modell. Ein luftgekühlter Einzylindermotor trieb über eine Kette die Hinterachse an. Die offene Karosserie des Runabouts bot Platz für zwei Personen. Das Leergewicht war mit 204 kg angegeben. Der Motor leistete anfangs 3 PS. Nach der Übernahme durch Sefrin kam ein Motor von der E. R. Thomas Motor Car Company mit 3,5 PS Leistung zum Einsatz.

### Markenname Sefrin
Das Einzylindermodell wurde weiterhin angeboten.
Ein größerer Typ ergänzte das Sortiment. Sein Motor leistete 9 PS. Das Fahrzeug war als Tourenwagen karosseriert.
Anfang 1905 gab es Prototypen mit einem luftgekühlten Zweizylindermotor, einem Dreigang-Planetengetriebe und Aufbauten als Tourenwagen und Lieferwagen. Diese Modelle gingen nicht mehr in Produktion.